# Nototriche alternata
Nototriche alternata är en malvaväxtart som beskrevs av A. W Hill. Nototriche alternata ingår i släktet Nototriche och familjen malvaväxter. Inga underarter finns listade i Catalogue of Life.